# Masoud Khalili
Masoud Khalili (in persiano مسعود خلیلی‎; 5 novembre 1950) è un diplomatico e poeta afghano.
Nel periodo della guerra contro i sovietici dal 1980 al 1990, fu il capo politico del Partito Jamiat-e Islami in Afghanistan, oltre che stretto consigliere del comandante Ahmad Shah Massoud. Durante la successiva guerra civile, scelse di essere l'inviato speciale in Pakistan per conto del presidente Burhannudin Rabbani. Esiliato dallo stesso Paese per il suo alto rango nell'Alleanza del Nord, nel 1996 divenne ambasciatore della coalizione anti-talebana dell'Afghanistan a Nuova Delhi, dove rimase per molti anni. Contemporaneamente ricoprì il ruolo di ambasciatore non residente in Sri Lanka e Nepal.
Il 9 settembre 2001, Khalili era seduto accanto al comandante Ahmad Shah Massoud quando due uomini che si spacciavano per giornalisti fecero esplodere una bomba piazzata nella loro macchina fotografica. Il comandante Massoud venne assassinato e l'ambasciatore Khalili rimase gravemente ferito, ma sopravvisse. Due giorni dopo, al-Qaeda attaccò gli Stati Uniti
Dopo la sua guarigione, è stato nominato ambasciatore dell'Afghanistan in Turchia ed è attualmente il primo ambasciatore dell'Afghanistan in Spagna.

## Biografia
Khalili è il figlio del famoso poeta di lingua persiana Ustad Khalilullah Khalili. Nato a Jabal Saraj, provincia di Parwan in Afghanistan, Massoud Khalili è cresciuto a Kabul, dove suo padre insegnava all'università. Da studente, secondo quanto riferito, studiò 5 anni in India, prima di rientrare in Afghanistan a seguito dell'invasione sovietica del paese. Khalili si è laureato al Delhi College e MA al Kirori Mal College negli anni '70.

### Resistenza contro l'invasione sovietica
Khalili era amico e consigliere di Ahmad Shah Massoud, comandante della resistenza contro l'invasione sovietica dell'Afghanistan (1979-1989) dove si guadagnò l'appellativo di  "Leone del Panjshir", e che fu in seguito ministro della difesa dell'Afghanistan (1992-2001) e leader del Fronte Unito ( Nord Alliance ) contro i talebani.
Khalili e Massoud si incontrarono per la prima volta nell'ottobre 1978 dopo che la rivoluzione comunista dei Saur aveva rovesciato il governo di Mohammed Daoud Khan . Khalili ricorda:
"Parlammo del passato e del futuro. Parlavo di più, forse perché ero più grande, ma poi ho scoperto che ascoltare era la sua abitudine."
Entrambi gli uomini scoprirono rapidamente il loro comune interesse per la poesia.
Dopo l'incontro, Khalili continuò a vivere negli Stati Uniti per due anni, dove suo padre, Ustad Khalilullah Khalili, prestava servizio come ambasciatore presso gli Stati Uniti. Nel 1980 tornò in Afghanistan per unirsi alla resistenza di Ahmad Shah Massoud contro l'invasione sovietica dell'Afghanistan (1979-1989). Khalili ricorda:
"Ho scritto nel mio diario che ho trovato in lui [Massoud]  qualcosa di molto vivido, distinto e forte: la speranza per la liberazione dell'Afghanistan. Ho scritto: "È in movimento, e mentre osserva l'enorme potenza dei russi e il loro arsenale, sta pianificando come sconfiggerlo con impegno. [...] abbiamo parlato di come raggiungere la gente del mondo e convincerli che il popolo afghano avrebbe resistito, indipendentemente dal fatto che venissero aiutati o meno. Sarebbero rimasti in piedi secondo la loro volontà e avrebbero continuato la lotta fino alla vittoria, che gli altri lo volessero o no."
Negli anni '80 Masood Khalili divenne portavoce e interprete di Ahmad Shah Massoud. Ha viaggiato in Afghanistan, Pakistan ed Europa come diplomatico per la resistenza. Massoud durante la guerra ha vanificato nove grandi offensive dell'Armata Rossa sovietica. Quando i sovietici si ritirarono dall'Afghanistan, il Wall Street Journal lo chiamò "l'afghano che ha vinto la guerra fredda".
Masood Khalili descrive il periodo successivo al ritiro sovietico con le seguenti parole:
"La ritirata comunista da Kabul ha segnato la fine di una guerra e l'inizio di un'altra. Gulbuddin Hekmatyar era appena oltre la capitale, e quel capitolo sarebbe stato molto oscuro, sanguinoso e brutale. [. . . ] Quelli sono stati gli anni peggiori per noi, e penso sicuramente i peggiori per il comandante Massoud. [. . . ] Ogni volta che torni agli anni dal 1992 al 1996, trovi questo capitolo dell'Afghanistan pieno di sangue. Ma perché la gente la chiama guerra "civile"? [. . . ] Sfortunatamente, l'Iran stava aiutando un [...] gruppo, l'Uzbekistan stava aiutando un altro gruppo e il Pakistan stava aiutando un altro - Hekmatyar. Hanno formato una specie di consiglio di solidarietà [. . . ] Il comandante [che era stato nominato ministro della difesa afghano nel 1992 dall'accordo di pace e condivisione del potere, gli accordi di Peshawar,] era quasi solo con le proprie forze. [. . . ] Le varie formazioni militari che combattevano il governo [stabilito anche dagli accordi di Peshawar] erano tutte sostenute dai paesi vicini che avevano i propri interessi e volevano che ci combattessimo l'un l'altro [. . . ]"
Khalili ha ricominciato a lavorare a contatto con Massoud come consigliere, interprete e inviato - "come un soldato senza pistola", come si è definito lui stesso. Nel 1995 Khalili ha assunto il ruolo di inviato del governo dello Stato Islamico dell'Afghanistan in Pakistan per conto del presidente Burhanuddin Rabbani . I rapporti tra lo Stato islamico dell'Afghanistan e il Pakistan erano tesi a causa del sostegno di quest'ultimo a Gulbuddin Hekmatyar e ai talebani . Alla fine del 1995 il governo pakistano espulse Khalili in quello che il Washington Post definì "l'ultimo segnale di peggioramento delle relazioni tra i due paesi".
Il 27 settembre 1996, i talebani presero il potere a Kabul con il sostegno militare del Pakistan e il sostegno finanziario dell'Arabia Saudita e fondarono l'Emirato islamico dell'Afghanistan . L'Emirato talebano non ricevette alcun riconoscimento diplomatico dalla comunità internazionale (ad eccezione dell'Arabia Saudita, del Pakistan e degli Emirati Arabi Uniti). Le Nazioni Unite e la comunità internazionale continuarono a riconoscere il governo dello Stato islamico dell'Afghanistan per cui lavorava Masood Khalili. I talebani imposero nelle aree dell'Afghanistan sotto il loro controllo la loro interpretazione politica e giudiziaria dell'Islam emettendo editti che vietano alle donne di lavorare fuori casa, frequentare la scuola o lasciare le loro case se non accompagnate da un parente maschio. L'associazione dei Medici per i Diritti Umani (PHR) scrisse:
"In base all'esperienza del PHR, nessun altro regime nel mondo ha forzato con tale metodica violenza la metà del suo popolo in una situazione di detenzione virtuale, con proibizioni basate sulle punizioni corporali".
Khalili non era a Kabul in quel periodo, ma ricorda una telefonata che ricevette da Massoud:
"Ha detto: "Hai sentito che abbiamo lasciato Kabul?" "Sì. Stai bene? Gli altri stanno bene?" "Sì", e ha aggiunto, "Torneremo". Poi ha chiesto: "Hai in mente qualcosa da dirmi?" [. . . ] Quella sera gli dissi un verso di mio padre:
Oh il crudele, il despota, l'oppressore!
Non lo darò davvero a chi vuole distruggermi.
Mi vedrai in un'altra battaglia, in un altro tempo,
Perché Dio ha dato speranza al mio cuore,
E questa speranza mi riporterà a ciò che voglio raggiungere.
"Questo è quello che volevo. La speranza ci riporterà indietro! È un bene che tu me l'abbia detto stasera. Grazie mille."
In quegli anni il ministro della Difesa Ahmad Shah Massoud formò il Fronte Unito (Alleanza del Nord) in opposizione al regime talebano. Alla resistenza contro i talebani si unirono leader di tutte le etnie afgane e di tutte le origini. A seguito dei massacri compiuti dai talebani, molti civili fuggirono nell'area sotto il controllo di Ahmad Shah Massoud . National Geographic conclude nel suo documentario "Inside the Taliban" :
"L'unico ostacolo ai futuri massacri dei Talebani è Ahmad Shah Massoud ."
Khalili fu a lungo un consigliere di Ahmad Shah Massoud . Nel 1996 venne nominato ambasciatore del Fronte Unito in India.

### 9 settembre 2001
Nel settembre 2001, mentre si preparava a fronteggiare le offensive pianificate dai talebani nella provincia di Takhar, Ahmed Shah Massoud chiese a Masood Khalili di venire a Takhar per consigliarlo.
Parlando con la corrispondente della BBC Lyse Doucet Masood Khalili ha ricordato la mattina del 9 settembre 2001:
"La notte prima [dell'assassinio] abbiamo parlato per circa tre o quattro ore fino alle 3.30 del mattino. In quel periodo mi disse, apriamo il libro e vediamo cosa succederà - un libro di poesie che aveva, l'ha aperto - come un modo per predire il futuro, da Hafez, il grande poeta, poeta persiano.  soprattutto in Afghanistan abbiamo l'uso di aprire il suo libro e vediamo cosa succede al nostro futuro. E poi l'ho aperto ed è apparso quel brano. . . 'Togli dal tuo cuore tutti i fratelli dell'inimicizia, pianta l'albero e il seme dell'amore - Stanotte voi due siete insieme. Considera, molte notti passano, molti giorni scompaiono. Voi due non potrete più vedervi'.
Altrove ricorda:
"La... mattina verso le dieci venne in camera mia. Il mio passaporto era appoggiato sul letto. Mi ha detto di mettere il passaporto nel taschino della camicia. [. . . ] Siamo andati al fiume che divide l'Asia centrale e l'Afghanistan, l'Amu Darya. Mi ha detto che c'erano due arabi per un'intervista. . . . Siamo entrati e lui era alla mia sinistra. Il cameraman era davanti a noi. Ricordo il pio sorriso del fotografo. . . E dopo cinque minuti è morto e io sono sopravvissuto."
Il 9 settembre 2001, Khalili era appunto l'interprete di Massoud mentre veniva intervistato da due tunisini presumibilmente appartenenti ad al-Qaeda che si spacciavano per giornalisti. Durante l'intervista gli assassini suicidi fecero esplodere una bomba nascosta nella videocamera. Ahmad Shah Massoud morì sull'elicottero che stava portando lui e Khalili in ospedale. Nell'attacco morì anche un altro aiutante di Massoud. Il Los Angeles Times scrisse: "L'esplosione ha lasciato Khalili cieco dall'occhio destro, sordo dall'orecchio destro e gravemente ustionato su gran parte del suo corpo, che è stato colpito da circa 1.000 schegge. Circa 300 sono ancora nella sua gamba sinistra." Il passaporto, che Massoud gli aveva detto di mettere nel taschino della camicia, aveva impedito a otto schegge di trafiggere il cuore di Khalili e gli aveva così salvato la vita.
"Dio mi ha salvato, ma sempre Dio è aiutato in qualche modo."
Sulla morte di Massoud disse:
"Quando sei sepolto nei cuori delle persone, sei sempre vivo."
"Ogni volta che combatti per la giusta causa, se muori, non muori. Ma se combatti per la causa sbagliata, non vivrai mai."
Due giorni dopo, gli attacchi dell'11 settembre 2001 uccisero quasi 3.000 persone sul suolo statunitense.

### Attività recenti
Dopo la caduta del regime talebano, Masood Khalili è stato ambasciatore dell'Afghanistan in India dal 2001 al 2006. Nel 2007 è stato nominato ambasciatore in Turchia. Per promuovere la cultura afghana, Khalili ha recentemente tradotto in inglese un libro di poesie di suo padre Ustad Khalilullah Khalili. Sulla presenza di truppe straniere in Afghanistan ha detto nel 2008:
"[T]i ragazzi danno la vita per l'Afghanistan; un ragazzo dall'America, dall'Olanda, dalla Francia che dà la vita, lo ammiriamo sempre. [. . . ] Vorrei che [Massoud] potesse essere vivo oggi, per vedere che il mondo ora sta aiutando l'Afghanistan."
Sulle lotte affrontate dal suo paese ha dichiarato nel 2006:
"[Noi] non dovremmo più essere disturbati, di nascosto o apertamente, da nessun paese vicino. Hanno il potenziale per destabilizzarci. Se questo viene fermato, lascia il paese agli afgani. Faremo molti errori ma alla fine ce la faremo. [. . . ] Dacci tempo. Dopo 25 anni di guerra, dacci almeno 20 anni per rialzarci. Questo non è facile. La gente vuole vivere in pace. Aiutaci con la nostra economia, solo così possiamo rialzarci. [. . . ] Per 25 anni la gente ha visto la guerra. Hanno perso 1,5 milioni di persone. Immaginalo: il dolore per la perdita di un fratello, la perdita di un figlio. Abbiamo una frase che non conoscerai mai il fuoco finché non ci sei dentro. Possa Dio non mettere alcun paese nel fuoco in cui eravamo."
Khalili è stato successivamente nominato ambasciatore afghano in Spagna nel 2010. Nell'agosto 2019 è stato aggredito per strada a Barcellona subendo un infortunio alla gamba mentre si trovava in città per partecipare alle celebrazioni del Giorno dell'Indipendenza dell'Afghanistan. Il suo orologio da 17.000 euro è stato rubato nell'ambito di un aumento significativo dei piccoli furti aggressivi in città.